# Anaxipha maculifrons
Anaxipha maculifrons är en insektsart som beskrevs av Lucien Chopard 1937. Anaxipha maculifrons ingår i släktet Anaxipha och familjen syrsor. Inga underarter finns listade i Catalogue of Life.